# Nashville Soccer Club
O Nashville Soccer Club, também conhecido como Nashville SC, é um clube de futebol estadunidense da cidade de Nashville, Tennessee. Fundado em 2016, disputa a Major League Soccer pela Conferência Leste desde a temporada de 2020, após disputar três temporadas na USL Championship.

## História

### Antecedentes
A origem do clube se deu pelo Nashville Football Club, clube de futebol da National Premier Soccer League (NPSL) que se profissionalizou em 2017 para disputar a United Soccer League (USL), e com isso mudou de nome para Nashville Soccer Club.

Escudo do Nashville SC entre 2016 e 2020

O Nashville FC foi fundado com a ideia de ser um clube gerido pelos torcedores e foi inspirado no F.C. United of Manchester. O clube disputou a NPSL entre 2014 e 2016. Seu maior rival era o Chattanooga Football Club, e as duas equipes disputavam o Volunteer Shield, juntamente com outras equipes do estado do Tennessee. O primeiro jogo da equipe foi contra o Atlanta Silverbacks Reserves.
Em 2017, o clube estreou na USL com o nome atual. A intenção do clube era ingressar na North American Soccer League em 2020.

### Major League Soccer
No dia 20 de dezembro de 2017, Nashville foi confirmada como franquia de expansão da Major League Soccer (MLS). O clube estreou na MLS em 2020, e teve seu primeiro jogo no dia 29 de fevereiro de 2020 contra o Atlanta United FC no Nissan Stadium.

## Títulos
- Copa das Ligas
  - Vice-campeão (1): 2023

## Estatísticas

### Participações
|  | Participações em 2023 |

| Competição                       | Competição               | Temporadas | Melhor campanha         | Estreia | Última | P | R |
| Estados Unidos                   | Major League Soccer      | 4          | 7º colocado (2021)      | 2020    | 2023   |   |   |
| Estados Unidos                   | Lamar Hunt U.S. Open Cup | 6          | Quartas de final (2022) | 2018    | 2023   |   |   |
| Canadá · Estados Unidos · México | Copa das Ligas           | 1          | Vice-campeão (2023)     | 2023    | 2023   |   |   |

## Elenco atual
Atualizado em 7 de fevereiro de 2021

## Uniformes

### 1.º Uniforme
| 2017 | 2018 | 2019 | 2020-21 | 2022 |

### 2.º Uniforme
| 2017 | 2018 | 2019 | 2020 | 2021 |